# Pristimantis morlaco
Pristimantis morlaco — вид жаб з роду Pristimantis родини Strabomantidae. Описаний у 2022 році.

## Поширення
Ендемік Еквадору. Мешкає в горах і міжандських сухих долинах у провінції Асуай, включаючи міські та напівміські райони міста Куенка.

## Опис
Вид характеризується грубозернистою текстурою шкіри, сосочками на кінчику морди та закликом, що складається з комбінованої серії з трьох і двох нот.